# Örvényes
Örvényes est un village et une commune du comitat de Veszprém en Hongrie.

## Géographie

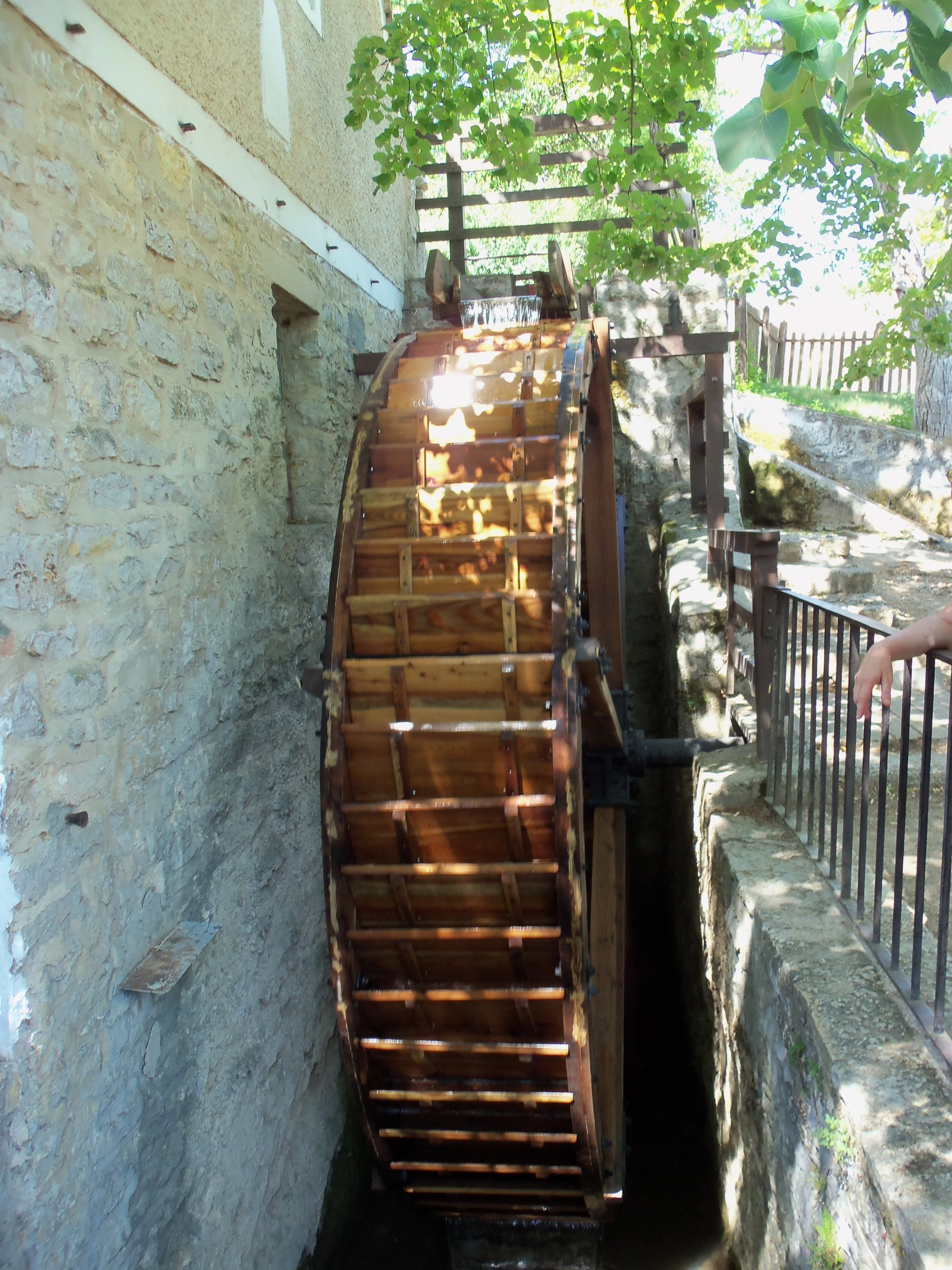
Moulin à eau à Örvényes